# Cement
Cement er et bindemiddel, et stof brugt i konstruktioner, der sætter sig, hærder, og som klæber til andre materialer for at binde dem sammen. Cement bruges sjældent alene, men i stedet til at binde sand og grus (tilslag) sammen. Cement blandet med fine aggregat-produkter producerer mørtel til murværk, eller med sand og grus, hvilket producerer beton. Beton er det mest anvendte materiale, der findes, kun overgået af vand som er planetens mest forbrugte ressource.
Cement anvendt til konstruktion er typisk uorganisk, ofte baseret på kalk eller calciumsilikat, hvilket henholdsvis kan blive karakteriseret som ikke-hydraulisk eller hydraulisk, hvilket afhænger af cementens evne til at hærde i tilstedeværelse af vand (se hydraulisk eller ikke-hydraulisk kalkpuds).
Ikke-hydraulisk cement sætter sig ikke under våde forhold eller under vand. I stedet sætter den sig i takt med at den tørrer ud og reagerer med carbondioxiden i luften. Det er efter hærdning modstandsdygtigt over for angreb med kemikalier .
Hydraulisk cement (for eksempel Portlandcement) sætter sig og bliver klæbende på grund af en kemisk reaktion mellem de tørre ingredienser og vandet. Den kemiske reaktion resulterer i mineralhydrater, der er svært vandopløselige, som også er temmelig holdbare i vand og sikret mod kemiske angreb. Dette tillader sætningen at foregå under våde forhold, hvilket beskytter det hærdede materiale mod kemiske angreb. Den kemiske proces for hydraulisk cement blev opdaget af de gamle romere, der brugte vulkansk aske (pozzolana) tilsat kalk (kalciumoxid).
Ordet "cement" kan spores tilbage til det antikke romerske udtryk opus caementicium, der blev brugt til at beskrive murværk, som minder om moderne beton, lavet af knust klippe blandet med brændt kalksten som bindemiddel. Det vulkanske aske og pulverisede murstenstilskud, der blev tilføjet til det brændte kalksten for at opnå et hydraulisk bindemiddel, blev senere benævnt som cementum, cimentum, cäment og cement. I moderne tid bliver organiske polymere sommetider anvendt i beton.
Verdensproduktionen er på omkring fire milliarder ton årligt, hvoraf halvdelen laves i Kina. Hvis cementindustrien var et land, ville den være den tredjestørste udleder af kuldioxid i verden med op til 2,8 milliarder ton, kun forbigået af Kina og USA. Den første calcineringsreaktion i betonproduktionen er ansvarlig for 4% af globale CO2 udledninger. Hele processen er ansvarlig for omkring 8% af globale fossil-CO2-udledninger, eftersom cementovnene, hvori reaktionen sker, typisk er fyret med kul eller petroleumskoks på grund af den lysende flamme, der kræves for at opvarme ovnen ved strålevarmeoverførsel. Som resultat er cementproduktionen en stor bidrager til global opvarmning.
I Danmark produceres cement af Aalborg Portland

## Yderligere læsning
- Aitcin, Pierre-Claude (2000). "Cements of yesterday and today: Concrete of tomorrow". Cement and Concrete Research. 30 (9): 1349-1359. doi:10.1016/S0008-8846(00)00365-3.
- van Oss, Hendrik G.; Padovani, Amy C. (2002). "Cement manufacture and the environment, Part I: Chemistry and Technology". Journal of Industrial Ecology. 6 (1): 89-105. doi:10.1162/108819802320971650.
- van Oss, Hendrik G.; Padovani, Amy C. (2003). "Cement manufacture and the environment, Part II: Environmental challenges and opportunities" (PDF). Journal of Industrial Ecology. 7 (1): 93-126. CiteSeerX 10.1.1.469.2404. doi:10.1162/108819803766729212. Arkiveret fra originalen (PDF) 22. september 2017. Hentet 3. september 2021.
- Deolalkar, S. P. (2016). Designing green cement plants. Amsterdam: Butterworth-Heinemann. ISBN 9780128034354. OCLC 919920182.
- Friedrich W. Locher: Cement : Principles of production and use, Düsseldorf, Germany: Verlag Bau + Technik GmbH, 2006, ISBN 3-7640-0420-7
- Javed I. Bhatty, F. MacGregor Miller, Steven H. Kosmatka; editors: Innovations in Portland Cement Manufacturing, SP400, Portland Cement Association, Skokie, Illinois, U.S., 2004, ISBN 0-89312-234-3
- "Why cement emissions matter for climate change" Carbon Brief 2018
- Neville, A.M. (1996). Properties of concrete. Fourth and final edition standards. Pearson, Prentice Hall. ISBN 978-0-582-23070-5. OCLC 33837400.
- Taylor, H.F.W. (1990). Cement chemistry. Academic Press. s. 475. ISBN 978-0-12-683900-5.
- Ulm, Franz-Josef; Roland J.-M. Pellenq; Akihiro Kushima; Rouzbeh Shahsavari; Krystyn J. Van Vliet; Markus J. Buehler; Sidney Yip (2009). "A realistic molecular model of cement hydrates". Proceedings of the National Academy of Sciences. 106 (38): 16102-16107. Bibcode:2009PNAS..10616102P. doi:10.1073/pnas.0902180106. PMC 2739865. PMID 19805265.

| Byggeri og bygningsdele | Spire Denne artikel om byggeri og bygningsdele er en spire som bør udbygges. Du er velkommen til at hjælpe Wikipedia ved at udvide den. |